# ギャリー・オニール
ギャリー・オニール（Gary O'Neil）は、オーストラリア出身の空手家、キックボクサー。

## 来歴
1995年11月、極真会館（松井派）、第6回オープントーナメント全世界空手道選手権大会4位。
1996年11月、極真会館（松井派）、第28回全日本空手道選手権大会に出場。準決勝で高久昌義を下し、外国人としてはハワード・コリンズ以来となる全日本大会決勝進出を果たすが、激闘の末、数見肇に判定で敗れた。
1997年11月、極真会館（松井派）、第29回全日本空手道選手権大会に出場。前回に引き続き決勝まで駒を進めるが、数見肇に下段廻し蹴り一本負けを喫した。
2002年1月11日、一撃旗揚げ戦で松本哉朗と一撃キックルールで対戦し、1Rに3度のダウンを奪われTKO負け。

## 「ギャリー・ステップ」
ギャリーは、「ギャリー・ステップ」と呼ばれる独特の足運び（フットワーク）で間合いを取りながら、華麗な蹴り技を駆使して戦う。この足運びは新極真会の塚本徳臣や、極真館の藤井脩祐にも影響を与え、塚本はギャリーと一緒に練習してそのステップを会得した。

## 戦績

### キックボクシング
| キックボクシング 戦績 | キックボクシング 戦績 | キックボクシング 戦績 | キックボクシング 戦績 | キックボクシング 戦績 | キックボクシング 戦績 | キックボクシング 戦績 |
| --------------------- | --------------------- | --------------------- | --------------------- | --------------------- | --------------------- | --------------------- |
| 1 試合                | (T)KO                 | 判定                  | その他                | 引き分け              | 無効試合              |                       |
| 0 勝                  | 0                     | 0                     | 0                     | 0                     | 0                     |                       |
| 1 敗                  | 1                     | 0                     | 0                     | 0                     | 0                     |                       |

| 勝敗 | 対戦相手 | 試合結果                                 | 大会名             | 開催年月日    |
| ×    | 松本哉朗 | 1R 2:19 TKO（3ノックダウン：跳び膝蹴り） | 一撃 1.11 ICHIGEKI | 2002年1月11日 |